# آرثر لورانس
آرثر لورانس (3 نوفمبر 1930 في المملكة المتحدة - ) (بالإنجليزية: Arthur Lawrence)‏ هو لاعب كريكت بريطاني. لعب مع نادي مقاطعة ساسكس للكركيت ‏.

## وصلات خارجية
- آرثر لورانس على موقع إي آس بي آن كريك إنفو (الإنجليزية)